# Pablo Muñoz Vega
Pablo Muñoz Vega (Mira, 23 maggio 1903 – Quito, 3 giugno 1994) è stato un cardinale e arcivescovo cattolico ecuadoriano.

## Biografia
Nacque in Ecuador in un paesino della diocesi di Tulcán, a Mira, il 23 maggio 1903 secondo il documento di battesimo, ricevuto pochi giorni dopo con il nome di Secondo Paolo Mardocheo. È il quarto figlio di Antonio Salustio Muñoz Carrera e di Josefa Vega.
Ai quindici anni, ingressa nella Compagnia di Gesù. Conclusi gli studi filosofici nel 1930 fu trasferito al Collegio Massimo di Oña [Spagna], per continuare con gli studi teologici; nel 1932 a Belgio e dopo a Roma nella Pontificia Università Gregoriana, conseguendo la licenza in teologia e la laurea in filosofia. Il 15 aprile del 1933, ricevette l'ordinazione sacerdotale.
Nel 1937 ottenne la cattedra nella facoltà di filosofia, dove più tardi insegnò anche Psicologia Razionale, Cosmologia, Filosofia della Scienza e Psicologia religiosa sino al 1949. In quell'anno, infatti, dovette lasciare la Gregoriana perché i Superiori lo vollero nella Vice-Provincia ecuadoriana dei Gesuiti in qualità di Provinciale. Anche in questo suo nuovo incarico egli profuse il suo zelante impegno ed in poco tempo la Vice-Provincia conobbe un notevole sviluppo ed ottenne di operare in modo indipendente dalla Provincia Madre dell'Ordine.
Non venne mai meno, anche in questa sua nuova missione, il grande amore per lo studio. Tra le sue più grandi realizzazioni in qualità di Provinciale non a caso si deve segnalare la promozione a la realizzazione della fondazione della “Pontificia Universidad Católica del Ecuador”, a Quito.
Concluso il suo servizio di provincialato fu richiamato a Roma per coprire l'incarico di Rettore del Pontificio Collegio Pio Latinoamericano, nella sede di Piazza Gioacchino Belli, a Trastevere, dove rimase sino al 1957. Il 31 luglio di quello stesso anno, infatti, lo vollero nuovamente alla Gregoriana per ricoprire l'importante incarico di Rettore Magnifico della Pontificia Università Gregoriana. Un incarico che egli mantenne per sei anni pur continuando il suo insegnamento di Psicologia della Religione nella Facoltà di missiologia e prestando la sua opera competente di consultore di alcune Congregazioni della Curia Romana. Si è distinto per i molteplici miglioramenti apportati all'Università. Per esempio la Facoltà di Teologia cominciò, proprio per sua disposizione, a tenere ogni anno tutti i corsi; l'Istituto di Scienze Sociali si ampliò di due sezioni, quella economica e quella sociologica; l'Istituto di Spiritualità ottenne nel 1958 il Decreto ufficiale di fondazione; furono pubblicate tre nuove collezioni scientifiche curate dall'Università: gli “Acta Nuntiaturae Gallicae”, gli “Studi critici delle scienze” e “l'Archivum Historiae Pontificiae”. Aveva promosso inoltre la costituzione di un fondo speciale per le pubblicazioni universitarie aumentando notevolmente in questo modo il numero dei libri messi a disposizione di un fondo speciale per le pubblicazioni universitarie aumentando notevolmente in questo modo il numero dei libri messi a disposizione di professori e studenti nella biblioteca; aumentò il numero dei membri del corpo docente portandoli a 141. Sempre in questi anni pubblicò i risultati dei suoi approfonditi studi scientifici. Le sue opere trattavano in special modo Sant'Agostino, a partire dalla tesi di laurea che aveva titolato “Estudio sobre la psicología de la conversión en S. Agustín”, sino ai numerosi articoli pubblicati in varie riviste specializzate. Il 26 settembre 1963 lasciò l'alta carica accademica.
Il 7 febbraio 1964 Papa Paolo VI lo nominò Vescovo titolare di Ceramo e Coadiutore “sedi datus” dell'Arcidiocesi di Quito, nel cui governo pastorale subentrò il 23 giugno del 1967. Papa Paolo VI lo elevò al rango di cardinale nel concistoro del 28 aprile 1969, con il titolo di San Roberto Bellarmino. Nei lunghi anni di servizio alla sua Arcidiocesi, il Sig. Card. Pablo Muñoz Vega profuse tutto il suo zelo pastorale e riuscì a dare un notevole impulso alla vita cristiana, senza mai trascurare un grande impegno nella promozione umana. Partecipò attivamente ai lavori del Concilio, ricoprendo diversi incarichi ed intervenendo in numerose Congregazioni Generali, Operosità che aveva riversato poi anche nella partecipazione ai lavori di diverse Assemblee sinodali.
Il 1º giugno 1985 rinunciò al governo pastorale della sua Arcidiocesi per raggiunti limiti di età. Ma la sua testimonianza di fedeltà ecclesiale e di zelo pastorale hanno continuato a trasparire nella quotidianità della sua vita sacerdotale. Morì il 3 giugno 1994 all'età di 91 anni e venne sepolto nella cripta della cattedrale di Quito. Il 21 febbraio 2013 l'arcivescovo di Quito Fausto Gabriel Trávez Trávez emanò il decreto per l'inizio allo studio della causa di beatificazione del cardinale Pablo Muñoz Vega, S.I., il 11 dicembre 2015 si riceve il Nihil Obstal per lo studio del processo di beatificazione.
Cf. PONTIFICIA UNIVERSITAS GREGORIANA. – al., «Liber annualis», (1995) 69-70.

## Genealogia episcopale e successione apostolica
La genealogia episcopale è:
- Cardinale Scipione Rebiba
- Cardinale Giulio Antonio Santori
- Cardinale Girolamo Bernerio, O.P.
- Arcivescovo Galeazzo Sanvitale
- Cardinale Ludovico Ludovisi
- Cardinale Luigi Caetani
- Cardinale Ulderico Carpegna
- Cardinale Paluzzo Paluzzi Altieri degli Albertoni
- Papa Benedetto XIII
- Papa Benedetto XIV
- Papa Clemente XIII
- Cardinale Marcantonio Colonna
- Cardinale Giacinto Sigismondo Gerdil, B.
- Cardinale Giulio Maria della Somaglia
- Cardinale Carlo Odescalchi, S.I.
- Cardinale Costantino Patrizi Naro
- Cardinale Lucido Maria Parocchi
- Papa Pio X
- Papa Benedetto XV
- Papa Pio XII
- Cardinale Carlo Confalonieri
- Cardinale Pablo Muñoz Vega, S.I.

La successione apostolica è:
- Cardinale Antonio José González Zumárraga (1969)
- Arcivescovo Juan Ignacio Larrea Holguín (1969)
- Cardinale Raúl Eduardo Vela Chiriboga (1972)
- Vescovo Tomás Angel Romero Gross, O.P. (1973)
- Arcivescovo Luis Alberto Luna Tobar, O.C.D. (1977)
- Vescovo Luis Enrique Orellana Ricaurte, S.I. (1978)
- Vescovo Luis Oswaldo Pérez Calderón (1984)